# Столітник (алмаз)
«Столі́тник» (англ. Centennial) — безбарвний D алмаз масою 599,10 карата, знайдений в 1988 р. у копальні «Прем'єр» (ПАР). Після огранки залишилося 45,7 % маси у вигляді бездоганного діаманта у формі серця з масою 273,85 карата і з 247 фасетками.

Названо на честь 100-річної роковини діяльності фірми Де Бірс. Зберігається у лондонському Тауері.